# 1769 na ciência

## Nascimentos
| Data        | Nome          | Profissão | Nacionalidade         | Observações                    | Ref   |
| ----------- | ------------- | --------- | --------------------- | ------------------------------ | ----- |
| 23 de março | William Smith | Geólogo   | Reino da Grã-Bretanha | m. 1839 Medalha Wollaston 1831 | [ 1 ] |

## Mortes
| Data | Nome | Profissão | Nacionalidade | Observações | Ref |
| ---- | ---- | --------- | ------------- | ----------- | --- |

## Prémios
Medalha Copley
- William Hewson[2]